# 奈傑爾·亞當斯

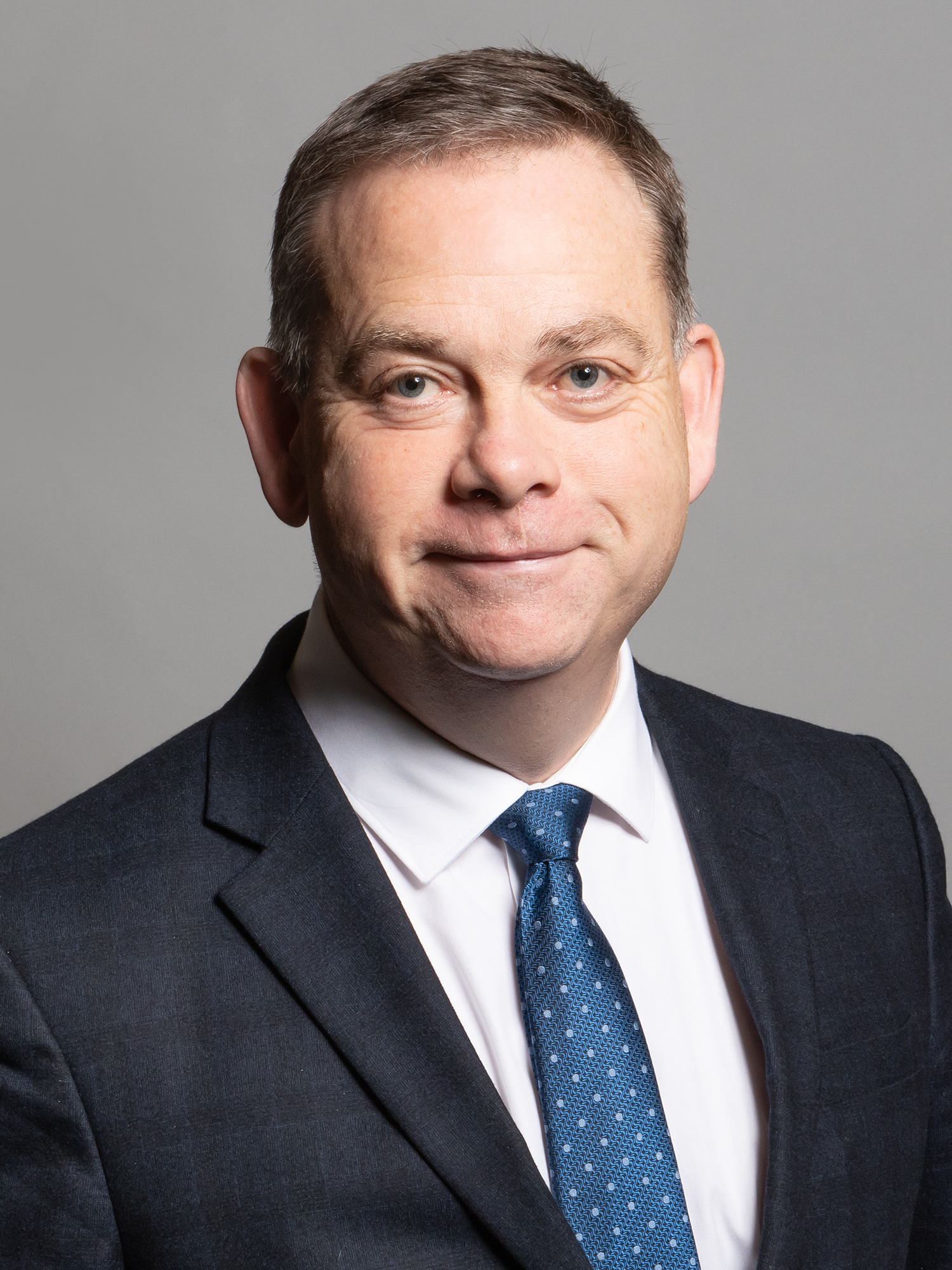

（1966年11月30日—）是一位英國政治人物，他的黨籍是保守黨。生在古爾的他在2010年至2023年間擔任塞爾比和安斯蒂選區的下議院議員。2021年獲委任為不管部國務大臣。